# Givarbela steinbachi
Givarbela steinbachi är en fjärilsart som beskrevs av Clench 1957. Givarbela steinbachi ingår i släktet Givarbela och familjen träfjärilar. Inga underarter finns listade i Catalogue of Life.